# Konstantin Kuczajew
Konstantin Witaljewicz Kuczajew (ros. Константин Витальевич Кучаев; ur. 18 marca 1998 w Riazaniu) – rosyjski piłkarz grający na pozycji prawoskrzydłowego lub ofensywnego pomocnika. Od 2015 jest zawodnikiem klubu CSKA Moskwa.

## Kariera klubowa
Swoją karierę piłkarską Kuczajew rozpoczynał w juniorach takich klubów jak: Riazański Rajon Riazań (2009-2012), UOR-5 Jegorjewsk (2012-2015) i CSKA Moskwa (2015-2017). W 2017 roku awansował do pierwszej drużyny CSKA. 2 kwietnia 2017 zadebiutował w jej barwach w Priemjer-Lidze w wygranym 2:1 domowym meczu z Krylją Sowietow Samara, gdy w 85. minucie meczu zmienił Aleksandra Gołowina. W debiutanckim sezonie wywalczył z CSKA wicemistrzostwo Rosji, podobnie jak w następnym, 2017/2018. Latem 2018 zdobył z CSKA Superpuchar Rosji. 8 sierpnia 2020 w wygranym 2:0 wyjazdowym meczu z FK Chimki zdobył pierwszego swojego gola w Priemjer-Lidze.
| Sezon   | Klub        | Kraj  | Rozgrywki     | Mecze | Gole |
| ------- | ----------- | ----- | ------------- | ----- | ---- |
| 2016/17 | CSKA Moskwa | Rosja | Priemjer-Liga | 2     | 0    |
| 2017/18 | CSKA Moskwa | Rosja | Priemjer-Liga | 21    | 0    |
| 2018/19 | CSKA Moskwa | Rosja | Priemjer-Liga | 3     | 0    |
| 2019/20 | CSKA Moskwa | Rosja | Priemjer-Liga | 25    | 0    |
| 2020/21 | CSKA Moskwa | Rosja | Priemjer-Liga | 21    | 6    |

## Kariera reprezentacyjna
Kuczajew ma za sobą występy w reprezentacji Rosji U-17, U-18, U-19, i U-21. W reprezentacji Rosji zadebiutował 12 listopada 2020 w zremisowanym 0:0 towarzyskim meczu z Mołdawią, rozegranym w Kiszyniowie, gdy w 46. minucie zmienił Aleksieja Ionowa.